# Rudy Powell
Pour les articles homonymes, voir Powell.
Rudy Powell (1907-1976) est un saxophoniste et clarinettiste de jazz américain.
Il fit ses débuts avec Cliff Jackson en 1927 puis joua avec Fats Waller, Rex Stewart, Edgar Hayes, Teddy Wilson, Jimmy Rushing et, au début des années 60, avec Ray Charles puis les « Saints and Sinners ».